# Кустівці (Хмільницький район)
Ку́стівці — село в Україні, в Уланівській сільській громаді Хмільницького району Вінницької області. Населення становить 429 осіб.